# Rokometni klub Cerklje
Rokometni klub Damahaus Cerklje je slovenski rokometni klub iz Cerkelj na Gorenjskem. Njegova domača dvorana je Športna dvorana Cerklje na Gorenjskem.

## Zgodovina
V Cerkljah se je rokomet igral že od leta 1962 naprej, vendar je bil klub vseskozi pod okriljem Športnega društva Krvavec. Leta 1998 so se odločili, da ustanovijo samostojen klub. Najprej so nastopali z mladinsko ekipo, nato pa so vključevali tudi druge selekcije. Članska ekipa se je v sezoni 2004/05 uvrstila v 1. B ligo, a je še v isti sezoni izpadla. Nato je 5 sezon igrala v 2. ligi, kjer igrajo tudi trenutno